# La Machine volante
Série Donald Duck
Pour plus de détails, voir Fiche technique et Distribution.
La Machine volante (titre original : The Flying Jalopy) est un dessin animé de la série des Donald Duck produit par Walt Disney Productions et distribué par RKO Radio Pictures et Buena Vista Pictures sorti le 12 mars 1943.

## Synopsis
Ben Buzzard tient un parc d'avions presque démolis. Donald prend un de ces junkers usagés pour un vol d'essai après avoir signé une police d'assurance vie sans voir que le bénéficiaire est en fait Buzzard. Ce dernier essaye alors plusieurs plans afin de le réduire en miettes.

## Fiche technique
- Titre original : The Flying Jalopy
- Titre français : La Machine volante[1]
- Série : Donald Duck
- Voix : Clarence Nash (Donald), Nestor Paiva (Ben Buzzard)
- Réalisateur : Dick Lundy
- Producteur : Walt Disney
- Société de production : Walt Disney Productions
- Distributeur : RKO Radio Pictures et Buena Vista Pictures
- Format d'image : couleur (Technicolor)
- Son : Mono (RCA Photophone)
- Durée : 8 min
- Langue : (en)
- Pays de production :  États-Unis
- Date de sortie : 12 mars 1943[2]

## Voix françaises
- Sylvain Caruso : Donald Duck
- ??? : Ben Buzzard

## Titre en différentes langues
D'après IMDb :
- Suède :  Kalle Anka flyger i luften, En Skrothög med vingar